# Carmen Krüger
Carmen Krüger (* 6. Juni 1966) ist eine deutsche Politikerin der CDU. Sie war 2019 als Nachrückerin kurzzeitig Mitglied des Sächsischen Landtages in seiner 6. Wahlperiode.

## Werdegang
Krüger erlernte nach dem Besuch einer Polytechnischen Oberschule von 1983 bis 1985 den Beruf einer Bäckerin beim alteingesessenen und familieneigenen Bäckereibetrieb Bräunig im erzgebirgischen Ehrenfriedersdorf. In diesem Betrieb war sie anschließend zunächst als Bäckerin, später als Verkäuferin tätig. Nach einer beruflichen Umschulung zur Kauffrau für Tourismus und Freizeit arbeitete Krüger von 2006 bis 2016 im Tourismusbüro der Stadt Ehrenfriedersdorf. Seit 2016 ist sie Mitarbeiterin beim Landestourismusverband Sachsen e. V.
Von 1999 bis 2019 saß Krüger als Stadträtin für die CDU-Fraktion im Ehrenfriedersdorfer Stadtrat. Zunächst parteilos, trat sie im Jahr 2000 in die CDU ein. Seit 2004 ist Krüger zudem Beisitzerin im CDU-Kreisverband Erzgebirgskreis und Beisitzerin der Frauenunion im Erzgebirgskreis. Zum 1. August 2019 rückte Krüger für den CDU-Abgeordneten Sven Liebhauser als Landtagsabgeordnete nach. Liebhauser war am 26. Mai 2019 zum Oberbürgermeister der Stadt Döbeln gewählt worden.